# Itari Parsahi
Itari Parsahi – gaun wikas samiti we wschodniej części Nepalu w strefie Sagarmatha w dystrykcie Siraha. Według nepalskiego spisu powszechnego z 2001 roku liczył on 727 gospodarstw domowych i 3616 mieszkańców (1829 kobiet i 1787 mężczyzn).